# Medalha de Praça Mais Distinta
A Medalha de Praça mais Distinta é uma condecoração honorífica brasileira.
Instituída pelo Decreto nº 6.067, de 21 de março de 2007, e regulada pela Portaria nº 808, de 13 de outubro 2008, do Comandante do Exército.
Destina-se a incentivar e premiar os cabos e soldados que estejam prestando o serviço militar inicial e que tenham sido julgados pelos seus Comandantes, Chefes ou Diretores os mais distintos de suas organizações militares (OM).
A Medalha será concedida ao cabo ou soldado que, prestando o serviço militar inicial e incorporado em OM com efetivo variável mínimo de trinta militares, tenha obtido o melhor conceito global, considerando-se os seguintes requisitos:
I - resultados expressivos obtidos nas instruções, particularmente, as de ordem unida, de tiro e de educação física;
II - comportamento;
III - assiduidade e pontualidade;
IV - apresentação pessoal, incluindo a correção dos uniformes; e
V - espírito militar.